# Pentamera pulcherrima
Pentamera pulcherrima is een zeekomkommer uit de familie Phyllophoridae.
De wetenschappelijke naam van de soort werd in 1852 gepubliceerd door William Orville Ayres.